# Lycamobile
Lycamobile (рус. Лайкамобайл) — британский виртуальный оператор мобильной связи, который действует в 23 странах мира. Компания основана в 2006 году, с главным офисом в Лондоне. Является крупнейшим виртуальным мобильным оператором в мире.

## Описание
Как и все виртуальные мобильные операторы, Lycamobile, в странах его деятельности не владеет собственной инфраструктурой, а арендует ее у других мобильных операторов, в то же время компания обладает всеми необходимыми IT-системами для предоставления телеком-услуг конечным клиентам. По состоянию на 2017 год Lycamobile работает в 23 странах и обслуживает более 15 млн абонентов. Оборот капитала за 2015 год — 1,6 млрд евро.
Lyca Group, в которую входит Lycamobile, кроме телеком-бизнеса, также развивает такие направления, как банковский бизнес (Lycamoney), туристические услуги (Lyca Fly) и даже лотерейные сервисы (Lyca Lotto).

## Страны присутствия
По состоянию на 2020 год, компания Lycamobile присутствует в таких странах как Австралия, Австрия, Бельгия, Дания, Франция, Германия, Ирландия, Италия, Нидерланды, Норвегия, Польша, Португалия, Румыния, Швеция, Швейцария, Тунис, Великобритания, Россия, США, ЮАР, Македония, Уганда и Украина.
В 2022 году оператор прекратил работу на территории России.